# Alpineskiën

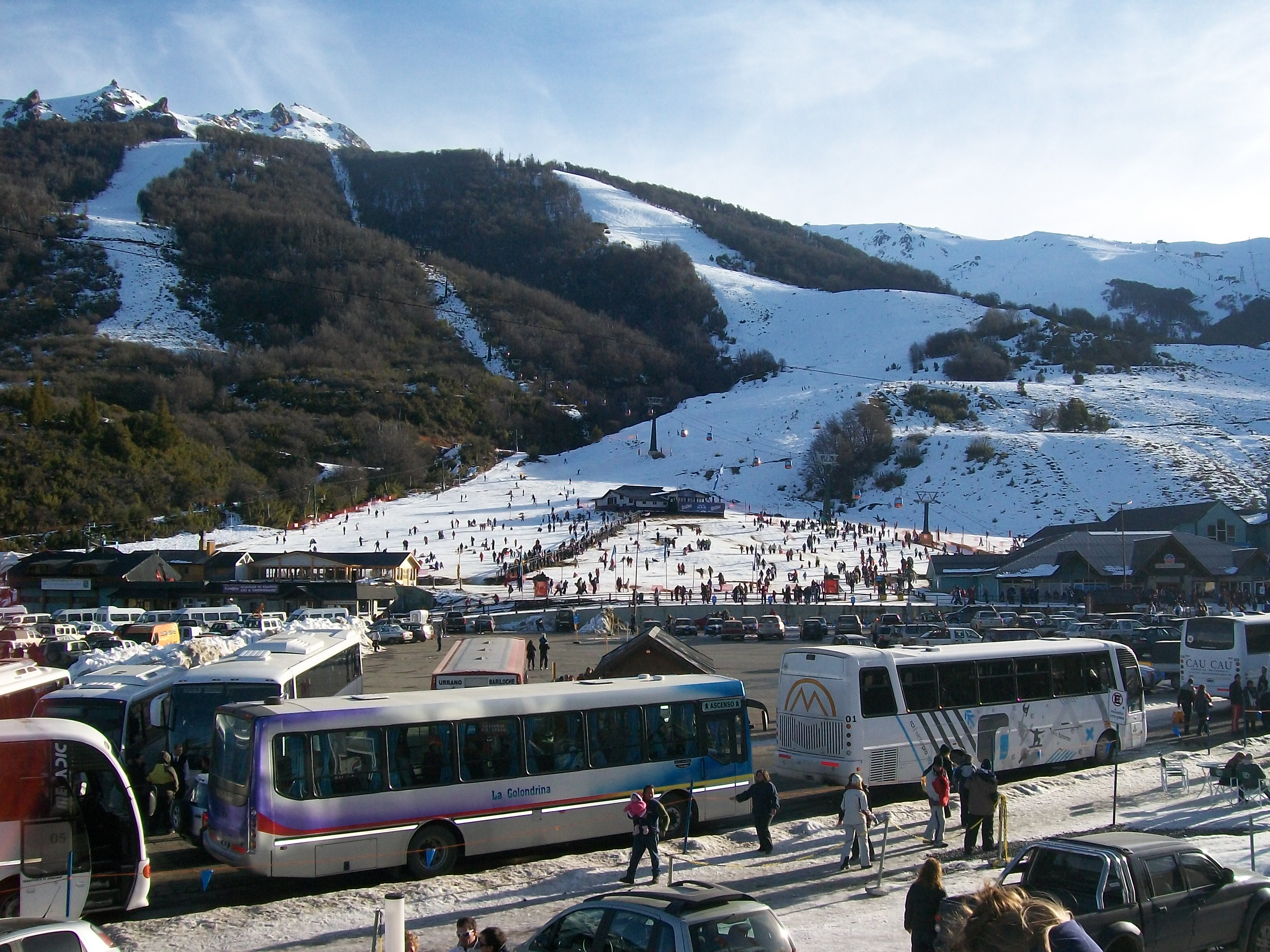
Sporen van alpineskiën in Bariloche (Argentinië).

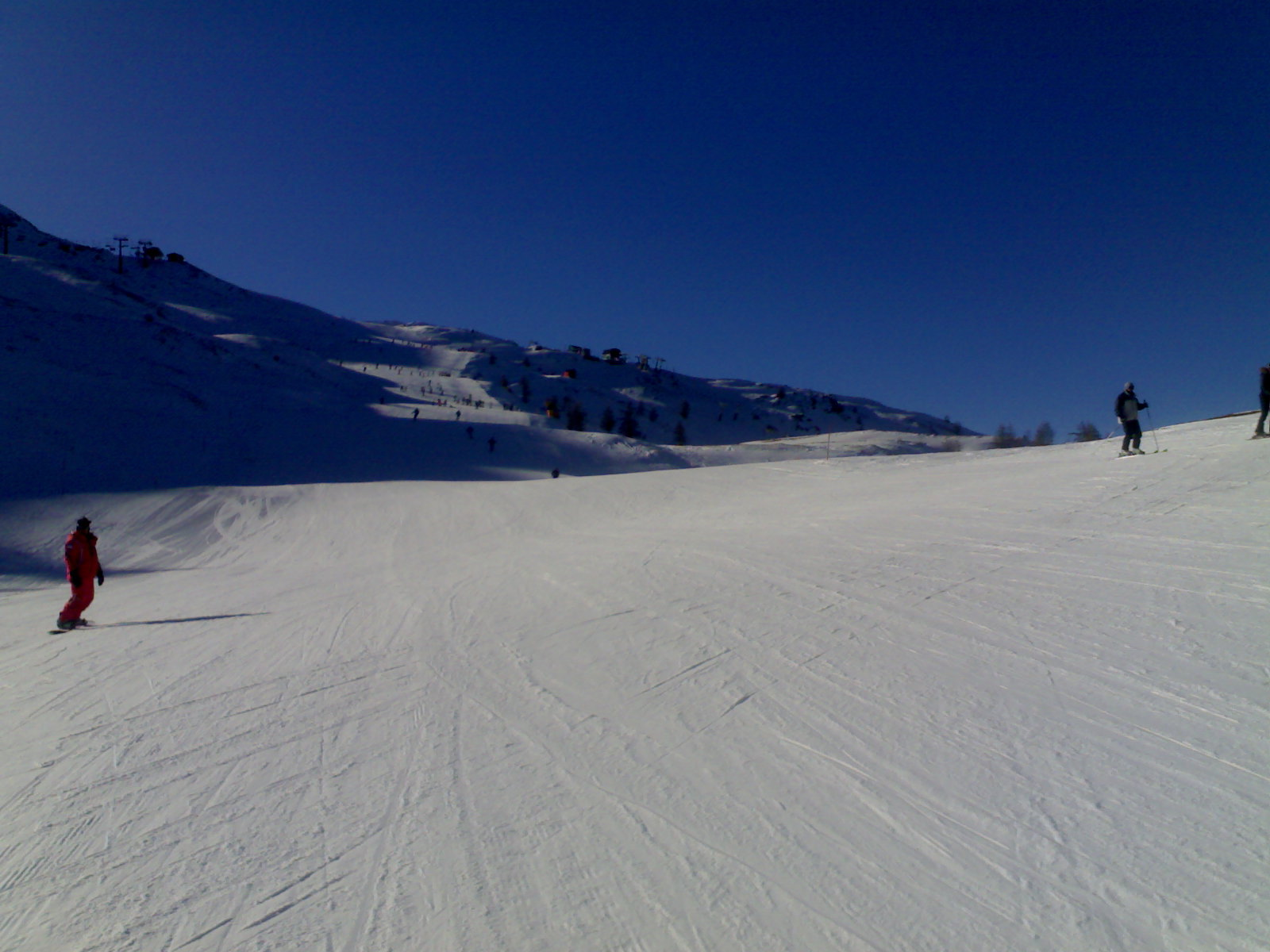
Een alpine skipiste.

Het alpineskiën onderscheidt zich van het skiën op de Noordse wijze doordat men bij het alpineskiën met de gehele voet vast geklemd is aan de ski. Bij de Noordse wijze is men alleen met de voorvoet bevestigd en zijn de hakken vrij.
Het alpineskiën is ontstaan toen de ski (ontstaan in Noorwegen) zijn weg vond naar de steilere en hogere Alpen (eind 19de eeuw). Al snel bleek dat het voor de lange afdalingen praktischer is de voet vast te klemmen op de ski. De binding hiervoor is uitgevonden door Mathias Zdarsky, die tevens de eerste slalomwedstrijd heeft georganiseerd en die het eerste handboek over skiën schreef.
Ondertussen is het alpineskiën niet meer voorbehouden aan de Alpen. De techniek heeft de Noordse wijze overvleugeld en wordt over de gehele wereld -inclusief de Noordse landen- beoefend. Dit is vooral ook te danken aan de ontwikkeling van skiliften, waarmee het aanzienlijk gemakkelijker werd om op de hogere bergen te komen, om er dan dus in "alpine" stijl van af te dalen.
De alpineskiër staat op ski's die met een stevige binding gefixeerd worden aan een rigide skischoen die de skiër tot ruim over de enkels reikt. De skilatten zijn meestal meer dan 6 cm breed en hebben een ijzeren snede om het loopvlak. De alpineskiër maakt - net als bij het Noordse langlaufen- gebruik van skistokken.
De alpineskiër skiet doorgaans op of in de buurt van geprepareerde pistes, waarlangs allerlei infrastructuur is gebouwd: kabelbaan of stoeltjeslift, sneeuwkanonnen, bars en restaurants, EHBO-posten en andere veiligheidsvoorzieningen. Geoefende skiërs wagen zich ook buiten de geprepareerde pistes. Dit wordt "tiefschnee-skiën", "off-piste" of "freeride-skiën" genoemd.

## Veiligheid
Om alles zo veilig mogelijk te laten verlopen zijn er enkele veiligheidsmaatregelen genomen en verkeersregels gemaakt. Skiërs doen er goed aan om voor ze de pistes opgaan de weersvoorspelling en de waarschuwingen voor lawinegevaar na te lezen. Lawines kunnen ook op de pistes terechtkomen.

## Van beginner tot recreatief skiër
Bij beginners draait het om de kennismaking met de uitrusting: het passende skimateriaal krijgen,het aantrekken van de skischoen en het vastklikken van het materiaal. Naarmate men beter gaat skiën wordt de kwaliteit van met name de skischoen (stijfheid) belangrijker.
De eerste kennismaking is gewoonlijk het in- en uitstappen van de binding, de houding, het stappen met de ski's en de veiligheidsdraai om de lichaamsas.
De tweede les leert men stoppen, staan op een helling en de ploeg.
Daarna komen de eerste bochten: de ploeg-bogen.
Na de eerste twee lessen volgen allerlei soorten bochten.
Men leert achtereenvolgens de stemm-bogen, de basis-parallelbocht en het dwars-afremmen.
Ten slotte leert men parallel-bogen maken en kan men ook technieken als diep-sneeuwskiën leren.

## Skisport
Binnen de skisport met skiën en langlaufen is bij het alpineskiën te onderscheiden:
- Slalom
- Reuzenslalom
- Super G
- Afdaling
- Alpine-combinatie